# گوبکلی‌تپه
گوبکلی‌تپه (Göbekli Tepe) در استان شانلی‌اورفه ترکیه  قرار دارد. این تپه به‌عنوان کهن‌ترین مکان پرستش و رسوم دینی شمرده می‌شود، که تاریخ دوازده‌هزارسالهٔ آن گواهی یافتن اولین مکانی است که بشر در آن به تعداد زیادی زیسته‌است. این اثر تاریخی، باید کار گروه عظیمی انسان در آن منطقه باشد.
قدیمی‌ترین خرسنگ‌های کشف شده در گوبکلی تپه قرار دارد. این خرسنگ که قدمتش به دوران نوسنگی پیش از سفال آ می‌رسد از بیست دایره تشکیل شده که در کل شامل دویست ستون سنگی به ارتفاع تقریبی شش متر هستند. کاربرد این خردسنگ‌ها معلوم نیست اما نظریه غالب بر این است که کسی در پیرامون آن سکونت نداشته و صرفاً به منظور پرستش ساخته شده‌است. یووال هرری در کتاب انسان خردمند توضیح داده‌است که مرکز فرهنگی گوبکلی تپه احتمالاً به نحوی با نخستین اهلی سازی گندم در ارتباط است. برای تغذیهٔ انسان‌هایی که این سازه‌های عظیم را می‌ساختند و از آن‌ها استفاده می‌کردند به غذای بسیار زیادی نیاز بود. خوراک جویان برای ساخت چنین معبد عظیمی و تأمین مواد غذایی برای نیروهای آن شروع به اهلی کردن گندم کردند.